# Doucine

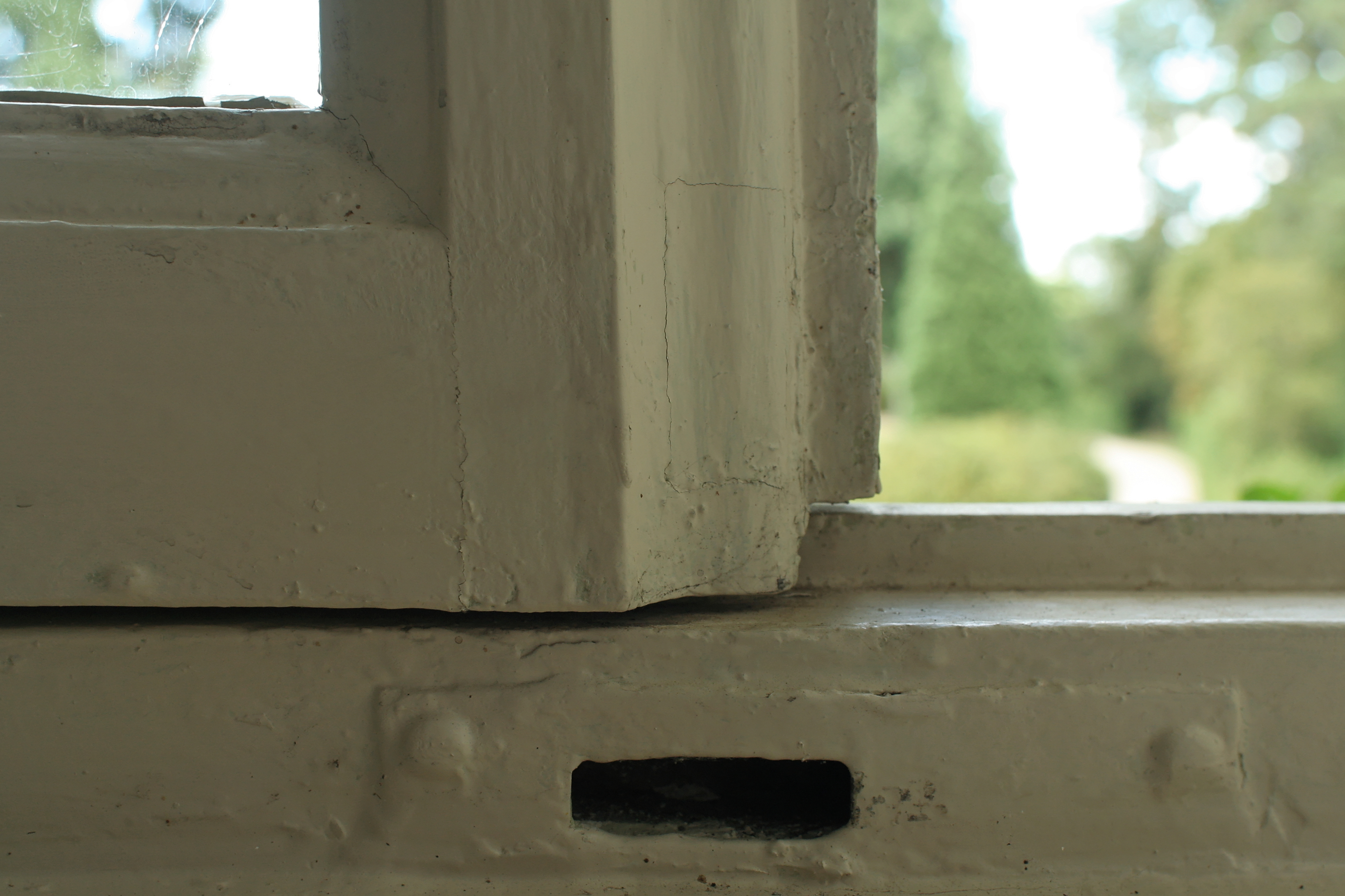
Le profil en « S » de l'ouverture de cette fenêtre est une doucine.

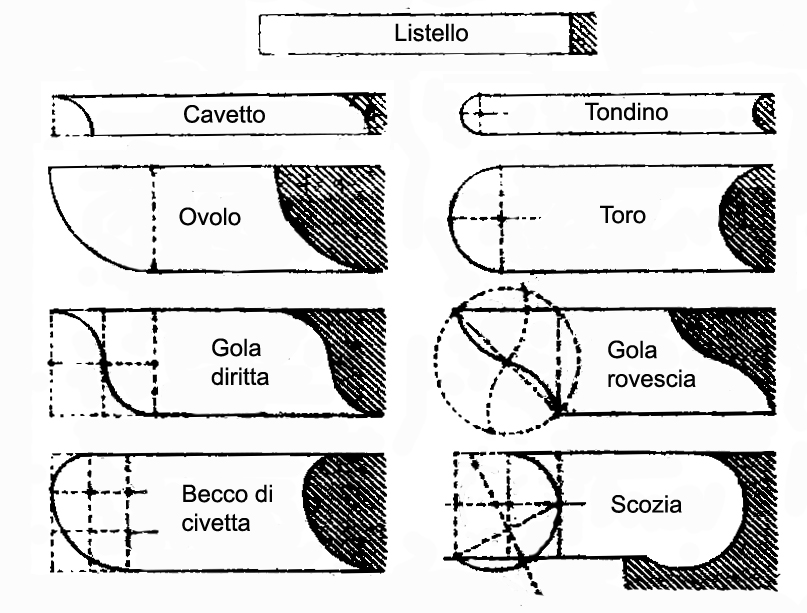
La doucine (Gola diritta) parmi les moulures classiques.

La doucine est une moulure travaillée en forme de « S » et dont les extrémités rejoignent l'horizontale, ou par métonymie le rabot de menuiserie servant à la pousser (doucine ou doucine à baguette).
Il existe une autre espèce de rabot, le bouvet, constitué d'un fer affûté en contre-partie d'une doucine[réf. souhaitée], permettant de travailler une moulure appelée alors « bouvement ».
La doucine est, par métonymie, l'ouverture de fenêtre dont la coupe est faite en doucine.